# Fischereihafen (Bremerhaven)
Fischereihafen is een stadsdeel van de Duitse stad Bremerhaven, die deel uitmaakt van de Vrije Hanzestad Bremen. Het stadsdeel bestaat uit Fischereihafen in het oosten en de Luneplate in het westen. Het ligt aan de monding van de Wezer en wordt in het zuiden begrensd door de Lune. In het oosten grenst Fischereihafen aan Geestemünde en Wulsdorf, ten zuiden ervan ligt de gemeente Loxstedt.

## Geschiedenis
Het gebied van het huidige stadsdeel behoorde vroeger toe tot Geestemünde en Wulsdorf. Wulsdorf werd in 1920 een deel van Geestemünde, dat in 1924 met Lehe fuseerde tot de stad Wesermünde. In 1947 werd dit Bremerhaven en werd het gebied overgeheveld naar de deelstaat Bremen. In 1971 werd het een stadsdeel en behoorde daardoor niet langer tot Geestemünde. Het stadsdeel heeft weinig inwoners, omdat het voor het grootste deel uit haven- en natuurgebied bestaat.
In 2010 werd Fischereihafen uitgebreid, nadat een verdrag gesloten was met de deelstaat Nedersaksen waarin de 12,84 km² grote Luneplate overgeheveld werd naar de deelstaat Bremen. Luneplate was een eiland in de Wezer, totdat voor de bouw van de haven in Fischereihafen een oude arm van de Wezer werd ingedijkt. De Luneplate werd altijd gebruikt voor landbouw. Industriële projecten die in de jaren zestig van de twintigste eeuw gepland werden, zijn nooit uitgevoerd. Het gebied is inmiddels aangewezen als ecologische compensatie voor de uitbreiding van de containerterminal van Bremerhaven. Fischereihaven is sinds 2015 een beschermd natuurgebied, waar vooral watervogels broedgelegenheid vinden.

## Afbeeldingen

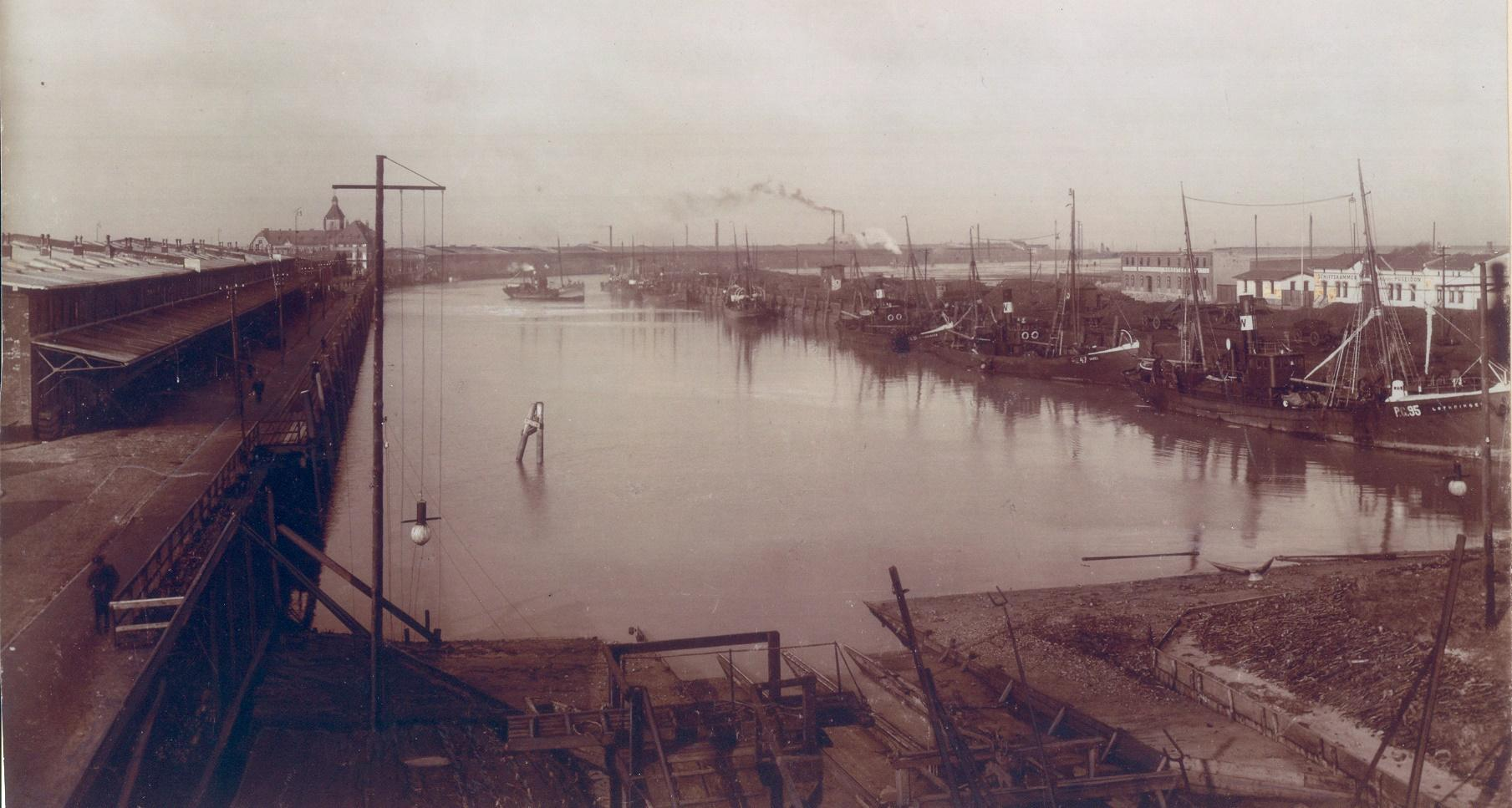
Fischereihafen Geestemünde (1904)
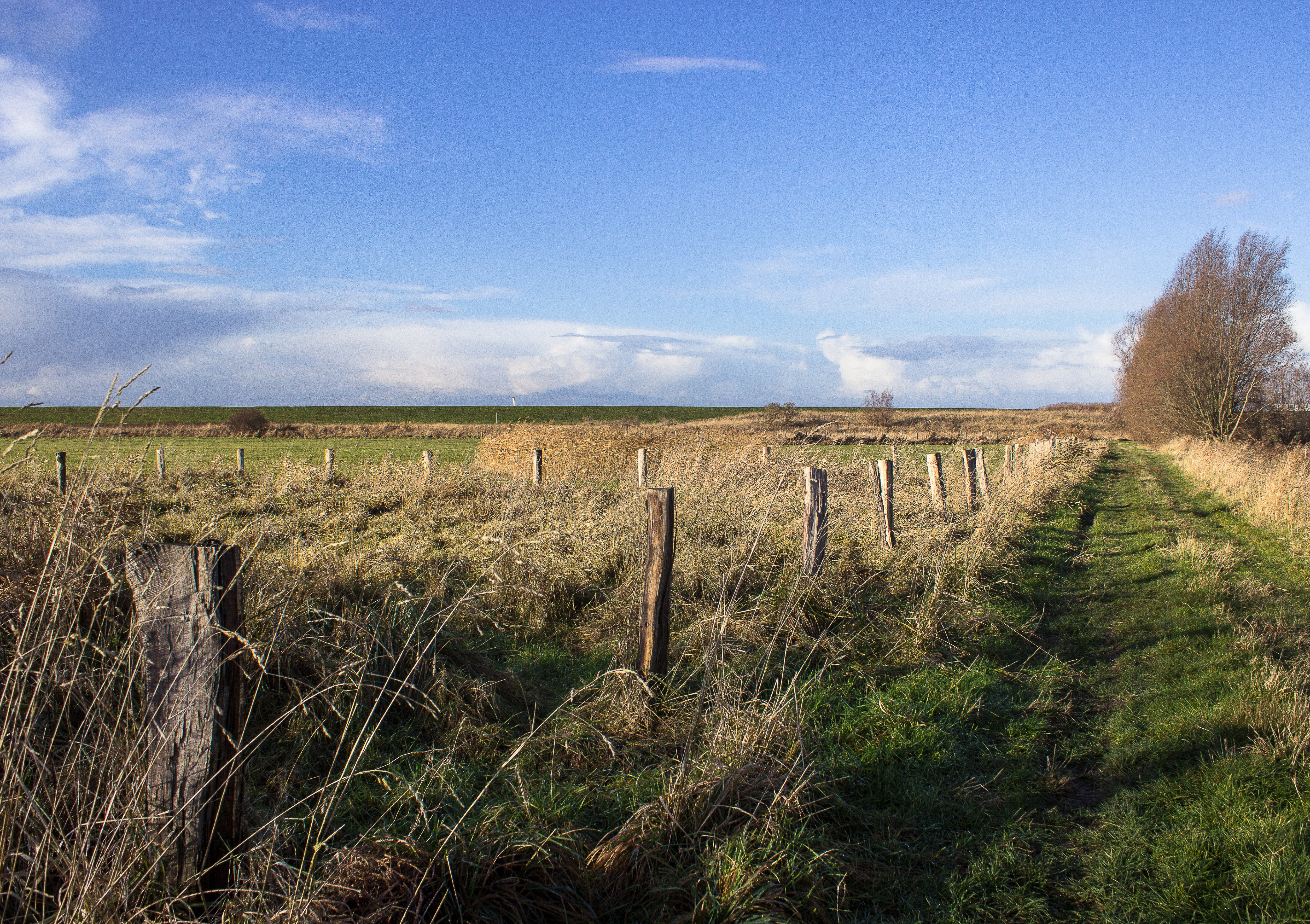
De Luneplate (2014)
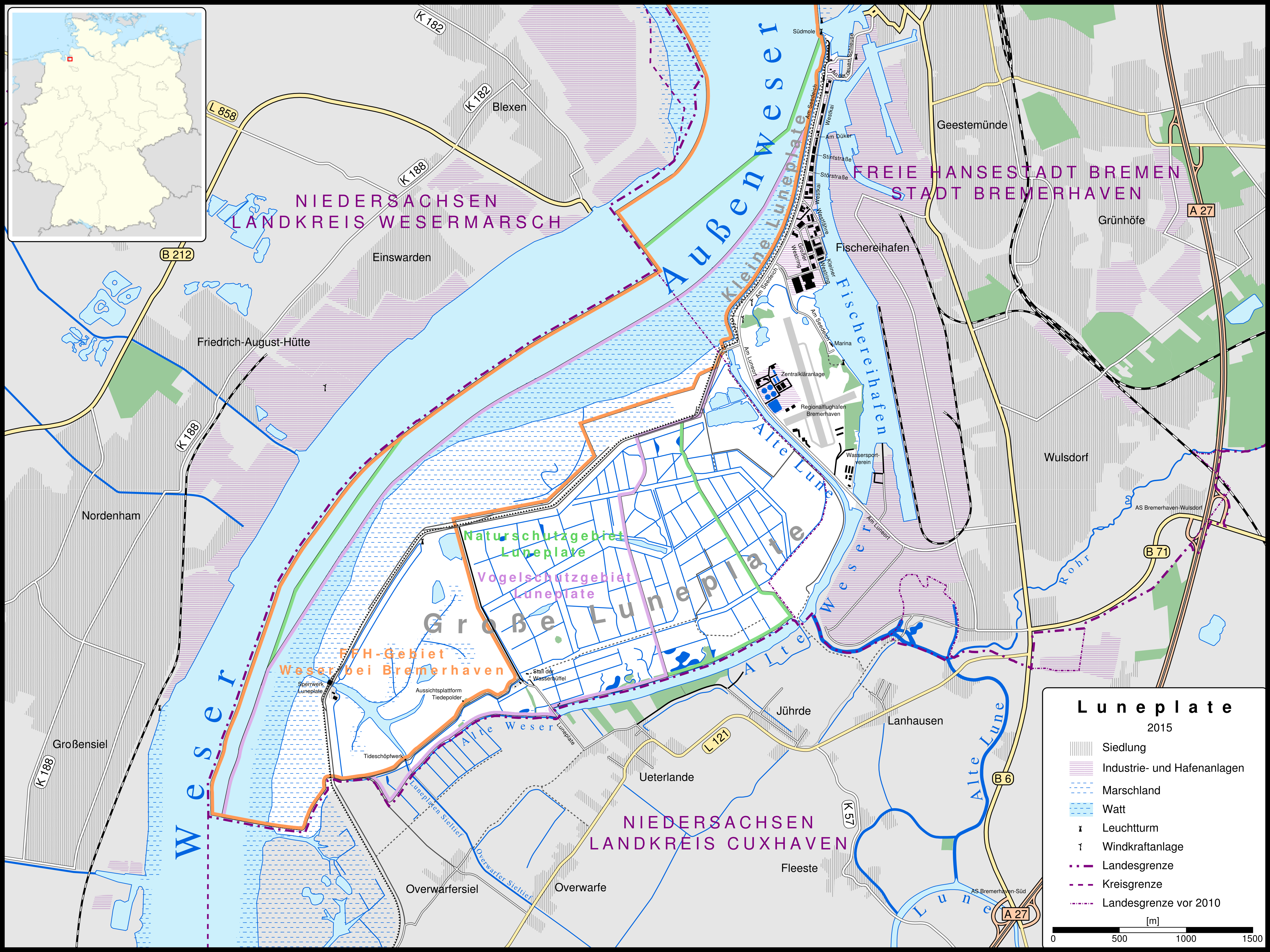
Kaart van de Luneplate (2015)
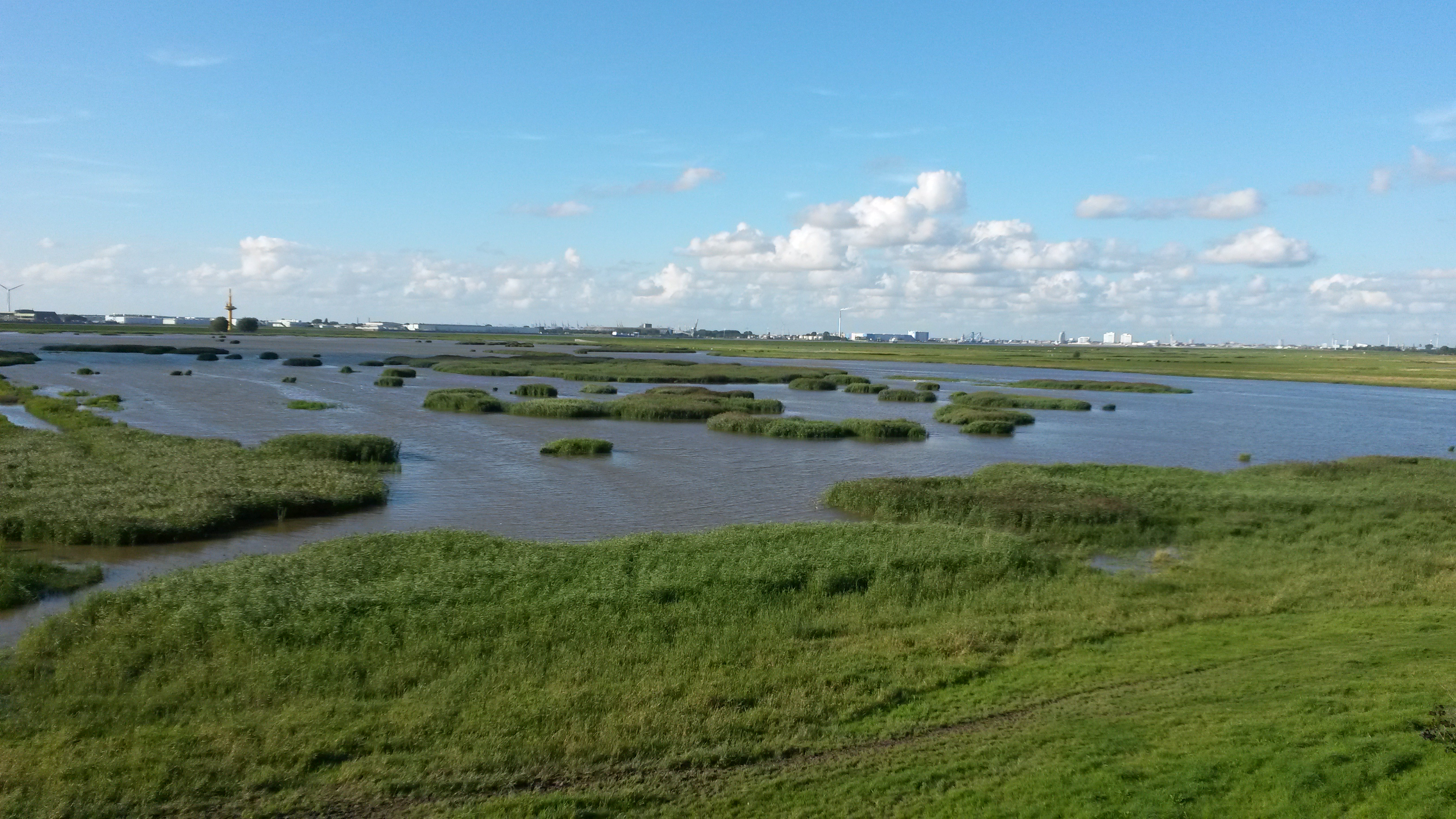
De Luneplate (2017)